# The Bodyguard (film, 2016)
Pour les articles homonymes, voir Bodyguard (homonymie).
Pour plus de détails, voir Fiche technique et Distribution.
The Bodyguard (特工爷爷, Wo de te gong ye ye, litt. « Grand-père ») est un film d'action sino-hongkongais réalisé par Sammo Hung.
Sorti le 1er avril 2016 en Chine, il sort en même temps à Taïwan, Hong Kong et en Malaisie. Tourné en cantonais (la langue de Hong Kong) et en mandarin, il marque le retour derrière la caméra de Sammo Hung depuis Il était une fois en Chine 6 : Dr Wong en Amérique (1997). Beaucoup de personnalités prestigieuses du cinéma hongkongais y font un caméo, telles que Tsui Hark, Yuen Biao, Dean Shek, Karl Maka, ou encore Andy Lau.

## Synopsis
Dans les années 2000, dans une petite ville chinoise frontalière avec la Russie, un vieil homme appelé Ding (Sammo Hung) est témoin d'un meurtre au couteau par un gang, Mais lorsqu'il est convoqué par la police pour identifier le suspect, il hésite et n'arrive pas à le faire. La police enquête sur ses antécédents et découvre qu'il travaillait autrefois au Bureau central de sécurité du Parti communiste chinois (en) à Pékin, et elle suppose qu'il souffre aujourd'hui de démence. De retour chez lui, Ding est invité à dîner par sa propriétaire, Park (Li Qinqin), une vieille dame séduite par lui. Ding, de son côté, s’occupe souvent d’une petite fille du quartier, Cherry (Jacqueline Chan), dont le père, Li (Andy Lau), est un joueur compulsif.
Lorsque Li devient lourdement endetté en raison de son addiction aux jeux d'argent, Choi, un Chinois d'origine coréenne, qui se trouve être le chef du gang susmentionné, le force à accepter une mission criminelle. Li est conduit à un hôtel où il doit voler le sac en bandoulière d'un mafieux russe. L'alarme est alors déclenchée et Li parvient à s'enfuir avec le sac après une poursuite. On lui dit cependant que sa dette n'est toujours pas acquittée et Li se cache alors en gardant le sac avec lui. Choi réagit en envoyant des hommes enlever sa fille. Pendant ce temps, le mafieux russe lance une attaque contre le gang de Choi pour avoir violé son territoire.
Les membres du gang de Choi suivent Cherry et attaquent le domicile de Ding après qu'il est revenu chez lui mais, à leur grande surprise, le vieil homme s'avère être un combattant remarquable qui les repousse. Pour éviter d'être arrêtés, deux d'entre eux sont envoyés par Choi se mettre au vert à la campagne. La police, remarquant la disparition de Li, envoie Cherry vivre chez sa tante et son oncle. Cependant, peu de temps après, ceux-ci souhaitent l'expulser et Ding accepte alors de s'en occuper. Plus tard, en pleine nuit, Cherry disparaît et Li ré-apparaît soudainement chez Ding, apportant de l'argent afin de dédommager Ding pour ses services. Alors qu'il sort de la maison, Li est attaqué par le gang de Choi qui le tue et récupère le sac.
Ding, qui souffre depuis des années de la disparition de sa petite-fille lors d'une randonnée, décide de ramener Cherry par la force. Il se rend au casino du gang de Choi pour réclamer sa libération. Lorsque les voyous tentent de le tuer, il met à terre une vingtaine d'entre eux, dont un assassin au couteau. À ce moment-là, certains mafieux russes font irruption et commencent à tuer le reste des hommes de Choi afin de récupérer leur argent volé. Voyant cela, Choi s'échappe juste après avoir été blessé à la jambe par Ding. Les Russes attaquent Ding, pensant qu'il travaille pour Choi, et il est obligé de se défendre. Au même moment, la police se lance à la poursuite de deux des mafieux russes qui meurent percutés par un camion. Choi, qui pense être en sécurité, est approché par ses deux hommes de retour de la campagne qui le tuent après avoir accepté de l'argent des Russes.
À la suite de l'incident, la démence de Ding s'aggrave, tourmentée par la disparition de Cherry. La police n'essaie pas de lui faire du tort, reconnaissant que ses actions étaient de la légitime défense. Soudain, Cherry ré-apparaît, révélant qu'elle était simplement partie vivre chez un ami. Dans la scène post-générique, les deux voyous revenus de la campagne rencontrent fortuitement un groupe de policiers militaires qui se lancent à leur poursuite et les arrêtent.

## Distribution
- Sammo Hung : Ding
- Andy Lau : Li, le père de Cherry
- Zhu Yuchen (en)
- Li Qinqin : Park Seon-nun
- Jacqueline Chan : Cherry Li
- Feng Jiayi
- Hu Jun (en)
- Feng Shaofeng
- Eddie Peng
- Song Jia (en)
- Tsui Hark
- Karl Maka
- Dean Shek
- Yuen Biao
- Yuen Qiu
- Yuen Wah
- Yuen Ting
- Yuen Po

## Production
Jackie Chan devait à l'origine tenir un rôle dans le film mais il finit par refuser en raison de conflits d'horaire et de la récente arrestation pour drogue de son fils Jaycee Chan,. Le tournage du film commence en août 2014. Le 22 septembre, l'acteur vedette Andy Lau tourne une scène d'action à Vladivostok en Russie, dans laquelle il joue un voleur qui dérobe un sac de diamants et qui s’enfuit en sautant d’un bâtiment et atterrit sur le toit d’une voiture,. Le même jour, le réalisateur Sammo Hung déclare également qu'il ne reste que dix jours de tournage.
Le tournage se déroule à Suifenhe dans la province du Heilongjiang et à Vladivostok en Russie.

## Accueil
Le film totalise 8,4 millions $ de recettes le premier jour de son exploitation en Chine et est classé numéro lors de son premier week-end avec 164 millions de yuan (25,2 millions $). Il cumule 52,8 millions $ de recettes totales.